# قمة البريكس 2019
قمة بريكس 2019 هي القمة السنوية الحادية عشرة لمجموعة دول البريكس وهي مؤتمر علاقات دولية يحضره رؤساء دول أو رؤساء حكومات الدول الخمس الأعضاء وهي البرازيل وروسيا والهند والصين وجنوب إفريقيا. عُقد الاجتماع في قصر إيتاماراتي، قصر وزارة الخارجية البرازيلية. كانت هذه المرة الثانية التي استضافت بها العاصمة البرازيلية قمة البريكس. عُقد اجتماع شيربا في مدينة كوريتيبا البرازيلية بين 14 و 15 مارس.

## الموضوع
كان موضوع القمة: البريكس: النمو الاقتصادي لمستقبل مبتكر. وناقض المشاركون الموضوعات التالية: تعزيز التعاون في العلوم والتكنولوجيا والابتكار، وتعزيز التعاون في مجال الاقتصاد الرقمي، وتنشيط التعاون في مكافحة الجريمة عبر الوطنية، وخاصة ضد الجريمة المنظمة وغسل الأموال والاتجار بالمخدرات، وتشجيع التقارب بين بنك التنمية الجديد ومجلس أعمال بريكس.
وجاء في إعلان رسمي مشترك للدول المشاركة "نؤكد من جديد التزامنا الأساسي بمبدأ السيادة والاحترام المتبادل والمساواة وبالهدف المشترك المتمثل في بناء عالم يسوده السلام والاستقرار والرخاء".

## القادة المشاركون

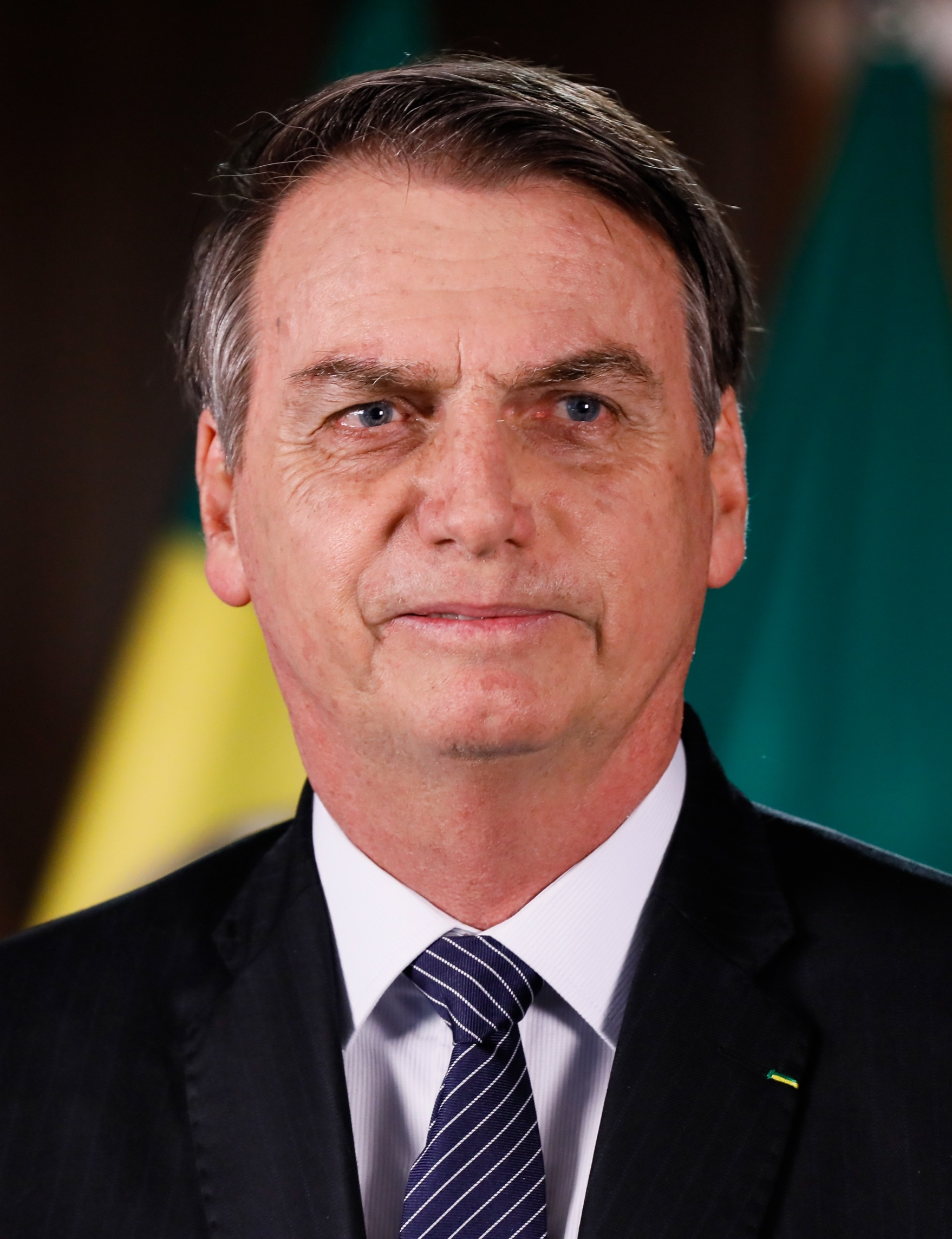
' جايير بولسونارو، رئيس البرازيل (المضيف)
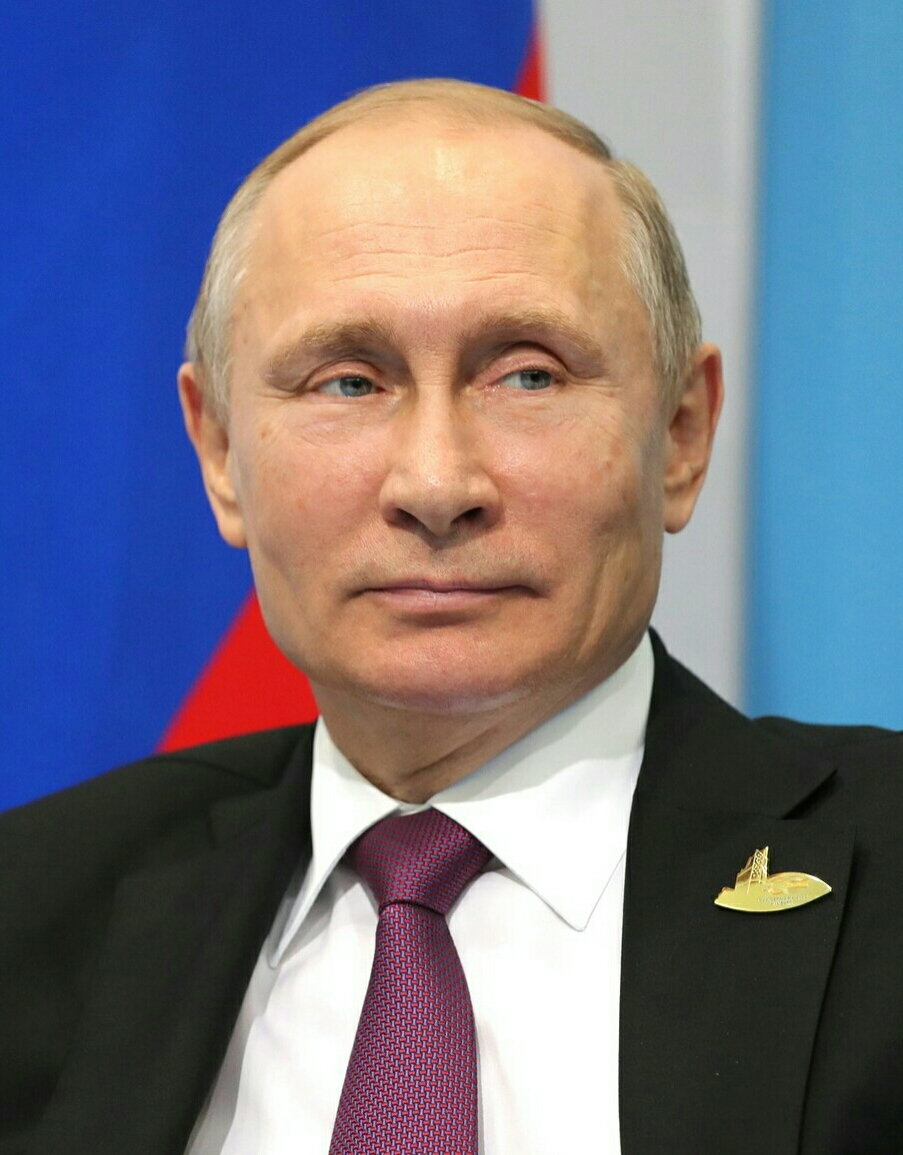
' فلاديمير بوتين، رئيس روسيا
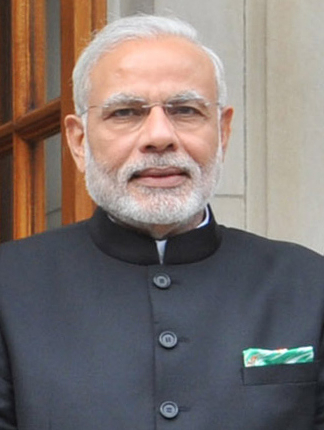
' ناريندرا مودي، رئيس وزراء الهند
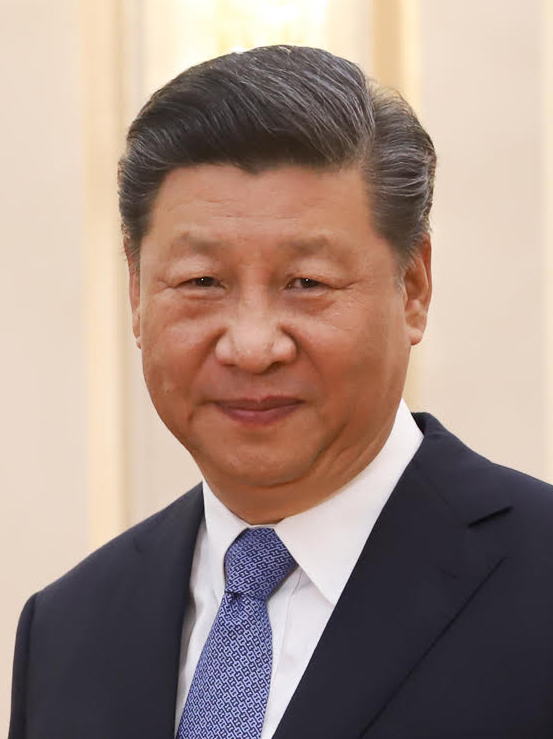
' شي جين بينغ، رئيس جمهورية الصين الشعبية
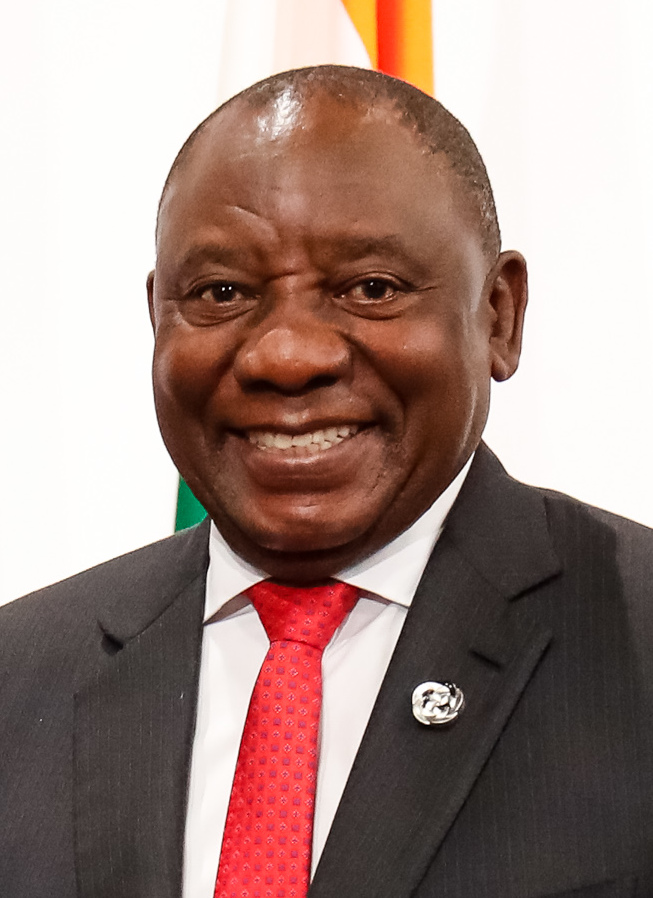
' سيريل رامافوزا، رئيس جنوب أفريقيا

- البرازيل
جايير بولسونارو، رئيس البرازيل (المضيف)
- روسيا
فلاديمير بوتين، رئيس روسيا
- الهند
ناريندرا مودي، رئيس وزراء الهند
- الصين
شي جين بينغ، رئيس جمهورية الصين الشعبية
- جنوب إفريقيا
سيريل رامافوزا، رئيس جنوب أفريقيا